# أليكس كريجفسكي
اليكس كريجفسكي (ولد في أوكرانيا ، نشأ في كندا ) هو عالم كمبيوتر مشهور بعمله على الشبكات العصبية الاصطناعية والتعلم العميق . بعد وقت قصير من فوزه في تحدي ايمجنت لعام 2012 من خلال تطويره لشكبة اليكس نت ، باع هو وزملاؤه شركة DNN Research Inc. الناشئة إلى جوجل. غادر كريجفسكي جوجل في سبتمبر 2017 بعد أن فقد الاهتمام بالعمل ، للعمل في شركة Dessa لدعم تقنيات التعلم العميق الجديدة.  كثيرًا ما يستشهد باحثون آخرون بالعديد من أوراقه البحثية العديدة حول تعلم الالة ورؤية الكمبيوتر.  وهو مبتكر مجموعتي بيانات CIFAR-10 و CIFAR-100. 

## روابط خارجية
- صفحة اليكس كريجفسكي الرئيسية